# Regierung Pavel Filip

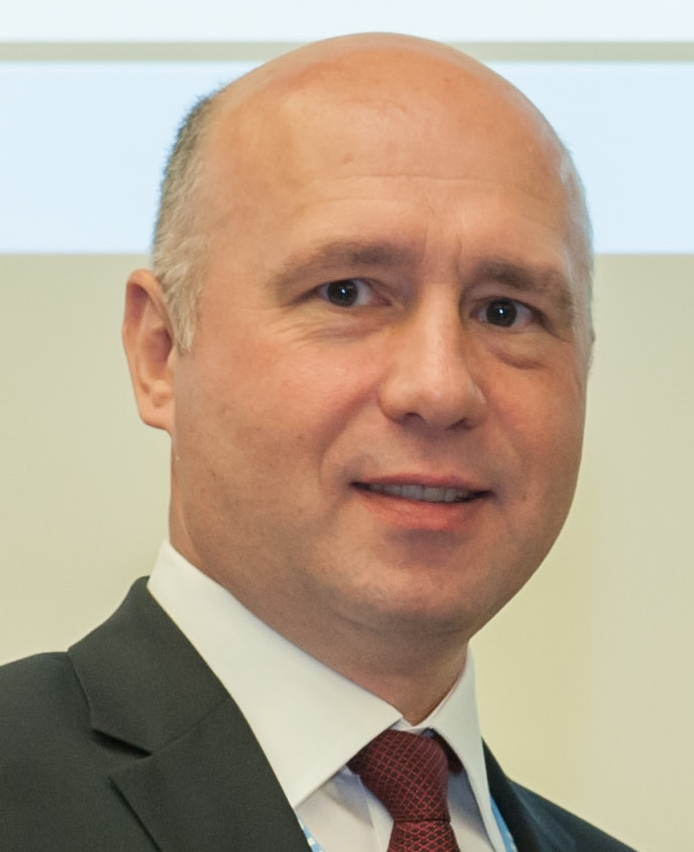
Pavel Filip (2013)

Die Regierung Pavel Filip war die Regierung der Republik Moldau vom 20. Januar 2016 bis Juni 2019, geleitet von Pavel Filip. Sie wurde abgelöst durch die Regierung um Maia Sandu.

## Geschichte
Nach dem Rückzug der früheren Regierung, haben die drei pro-europäischen Parteien im Parlament – die Liberaldemokratische Partei Moldaus (LPM), die Demokratische Partei Moldaus (DPM) und die Liberale Partei (LP) – keine Vereinbarung getroffen. Es hat eine neue politische Krise begonnen. Nachdem am 21. Dezember 2015 Vlad Plahotniuc seine politische Rückkehr in der Demokratischen Partei angekündigt hat, und erwähnt, dass er „sich direkt an der Bildung einer parlamentarischen Mehrheit beteiligen würde, die eine stabile Regierung gewährleisten würde und […] es wird gelingen, die notwendigen Stimmen für die Wahl des Präsidenten des Landes im März nächsten Jahres zusammenzubringen“ (2016), am Morgen des 21. Dezembers 2015, nach nur wenigen Stunden, kündigte eine Gruppe von 14 kommunistischen Abgeordneten an, dass sie die Fraktion der Kommunistischen Partei im Parlament verlassen und eine neue parlamentarische Plattform gründen werde, die sozial-demokratische Plattform für Moldau. Im Nachhinein haben die Demokratische und die Kommunistische Partei die Verhandlungen für eine neue parlamentarische Mehrheit angefangen.
Am 13. Januar 2016, hat die neugebildete parlamentarische Mehrheit Vlad Plahotniuc für die Premierminister-Funktion vorgeschlagen, aber der Präsident der Republik Moldau, Nicolae Timofti, hat diesen Kandidaten abgelehnt, mit der Begründung, dass "Es besteht ein begründeter Verdacht, dass Herr Vladimir Plahotniuc die für seine Ernennung zum Premierminister erforderlichen Kriterien der Integrität nicht erfüllt, da er laut Beschluss Nr. 5 des Parlaments der Republik Moldau vom 15.02.2013 und am 22.02.2013 im Amtsblatt veröffentlicht, eine Misstrauensabstimmung als Vorsitzender des Parlaments geäußert bekommen hat mit der Beschuldigung, sich in China in illegale Aktivitäten engagiert zu haben, die das Image des Parlaments und der Republik Moldau beeinträchtigt haben”.
Der Präsident Nicolae Timofti hat Herrn Ion Păduraru für die Premierminister-Funktion vorgeschlagen, aber nachdem Ion Paduraru seine Kandidatur zurückgezogen hat, hat die parlamentarische Mehrheit für diese Funktion den ehemaligen Minister für Technologie und Information, Pavel Filip gewählt. Während der parlamentarischen Sitzung versammelte sich eine Gruppe von Demonstranten vor dem Parlamentsgebäude und bat um die Unterbrechung der Abstimmung. Nachdem der Präsident für die Funktion des Premierministers der Republik Moldau Herrn Pavel Filip ernannt hat und nachdem die Regierung in der Nacht konstituiert wurde, haben sich die Proteste vermehrt. Das Regierungskabinett von Pavel Filip wurde von 57 Abgeordneten von 101 gewählt: Die Stimmen aller 20 Abgeordneten der Demokratischen Partei, 13 Abgeordnete der Liberalen Partei, die Stimmen der 14 ehemaligen kommunistischen Abgeordneten (PCRM), die Stimmen von 8 Abgeordneten der liberal-demokratischen Partei und der 2 ehemaligen Mitglieder der liberal-demokratischen Partei.
Am 13. Dezember 2016 zog der Präsident der Liberalen Partei, Mihai Ghimpu, seine politische Unterstützung an Anatol Șalaru (Verteidigungsminister) zurück. Nach der Ernennung des neu gewählten Präsidenten Igor Dodon, unterzeichnete er am 27. Dezember das Dekret über die Entlassung von Anatol Salaru aus der Position des Verteidigungsministers. Damals wurde der stellvertretende Minister Gheorghe Galbura zum amtierenden Verteidigungsminister ernannt.
Am 15. März 2017 wurde der formelle unabhängige Minister für Landwirtschaft und Lebensmittelindustrie, Eduard Grama (eine nahe Person der Liberaldemokratischen Partei Moldaus), in einem mutmaßlichen Korruptionsfall festgenommen. Einige Tage später tritt Grama zurück, und am 20. März unterzeichnet Präsident Dodon den Kündigungsbeschluss offiziell.
Ende April 2017 haben die Antikorruptionsstaatanwälte den Minister für Transport und Verkehrsinfrastruktur Iurie Chirinciuc festgenommen, da er für Korruption verdächtigt wurde.
Nachdem am 25. Mai 2017 der liberale Bürgermeister von Chisinau Dorin Chirtoacă von den Antikorruptionsstaatsanwältern inhaftiert wurde, verkündet am 26. Mai, der Präsident der liberalen Partei, Mihai Ghimpu, dass die Liberale Partei die regierende Koalition verlasse. Später am 29. Mai kündigten drei liberale Minister: der stellvertretende Ministerpräsident für soziale Angelegenheiten – Gheorghe Brega, die Bildungsministerin – Corina Fusu, und der Umweltminister – Valeriu Munteanu, sowie die liberalen Vizeminister ihren Rücktritt an. Am nächsten Tag unterzeichnete Präsident Dodon alle Rücktrittsdekrete und ein zusätzliches Dekret für den liberalen Minister für Verkehr und Straßeninfrastruktur Iurie Chirinciuc, der daraufhin unter Hausarrest gestellt wurde.
Im Sommer 2017 wurde eine Regierungsreform durchgeführt, und nach der Machtübernahme sind neun von 16 Ministerien geblieben, und keine liberalen Ministerien mehr in der Regierung. Die Reform wurde von der parlamentarischen Opposition kritisiert. Im September 2017, hat Präsident Dodon zwei Mal die Kandidatur von Eugen Sturza (von der Europäischen Volkspartei Moldaus) von der Regierung für die Verteidigungsministerfunktion vorgeschlagen, aus "mangelnder Kompetenz in diesem Bereich” abgelehnt. Später, am 24. Oktober 2017, hat der Parlamentspräsident Andrian Candu, as amtierender Präsident der Republik Moldau, das Dekret zur Ernennung von Sturza zum Verteidigungsminister unterzeichnet.
Die Regierung wurde am 20. Dezember 2017 neu angeordnet. Sechs Minister wurden entlassen, um die Regierung zu reformieren.

## Das Ministerkabinett
| Minister                                                          | Name              | Partei     | In dieser Funktion seit | Bis                |
| ----------------------------------------------------------------- | ----------------- | ---------- | ----------------------- | ------------------ |
| Premierminister                                                   | Pavel Filip       | DPM        | 20. Januar 2016         |                    |
| Vize-Premierminister                                              |                   |            |                         |                    |
| Vize-Premierminister für Europäische Integration                  | Iurie Leancă      | PPEM       | 10. Januar 2018         |                    |
| Vize-Premierminister für Reintegration                            | Cristina Lesnic   | Unabhängig | 10. Januar 2018         |                    |
| Minister                                                          |                   |            |                         |                    |
| Ministerium für Wirtschaft und Infrastruktur                      | Chiril Gaburici   | Unabhängig | 10. Januar 2018         |                    |
| Ministerium für Wirtschaft und Infrastruktur                      | Octavian Calmîc   | Unabhängig | 20. Januar 2016         | 21. Dezember 2017  |
| Ministerium für Außenbeziehungen und Europäische Integration      | Tudor Ulianovschi | Unabhängig | 10. Januar 2018         |                    |
| Ministerium für Außenbeziehungen und Europäische Integration      | Andrei Galbur     | Unabhängig | 20. Januar 2016         | 21. Dezember 2017  |
| Innenministerium                                                  | Alexandru Jizdan  | Unabhängig | 20. Januar 2016         |                    |
| Verteidigungsministerium                                          | Eugen Sturza      | PPEM       | 24. Oktober 2017        |                    |
| Verteidigungsministerium                                          | Anatol Șalaru     | PL         | 30. Juli 2015           | 27. Dezember 2016  |
| Justizministerium                                                 | Victoria Iftodi   | Unabhängig | 19. März 2018           |                    |
| Justizministerium                                                 | Alexandru Tănase  | Unabhängig | 10. Januar 2018         | 12. März 2018      |
| Justizministerium                                                 | Vladimir Cebotari | DPM        | 30. Juli 2015           | 21. Dezember 2017  |
| Finanzministerium                                                 | Octavian Armașu   | Unabhängig | 20. Januar 2016         |                    |
| Ministerium für Landwirtschaft, regionale Entwicklung und Umwelt  | Nicolae Ciubuc    | Unabhängig | 25. September 2018      |                    |
| Ministerium für Landwirtschaft, regionale Entwicklung und Umwelt  | Liviu Volconovici | Unabhängig | 10. Januar 2018         | 19. September 2018 |
| Ministerium für Landwirtschaft, regionale Entwicklung und Umwelt  | Vasile Bîtca      | DPM        | 26. Juli 2017           | 21. Dezember 2017  |
| Ministerium für Landwirtschaft, regionale Entwicklung und Umwelt  | Eduard Grama      | Unabhängig | 30. Juli 2015           | 20. März 2017      |
| Ministerium für Bildung, Kultur und Forschung                     | Monica Babuc      | DPM        | 26. Juli 2017           |                    |
| Ministerium für Bildung, Kultur und Forschung                     | Corina Fusu       | PL         | 30. Juli 2015           | 30. Mai 2017       |
| Ministerium für Gesundheit, Arbeit und Sozialschutz               | Silvia Radu       | Unabhängig | 25. September 2018      |                    |
| Ministerium für Gesundheit, Arbeit und Sozialschutz               | Svetlana Cebotari | Unabhängig | 10. Januar 2018         |                    |
| Ministerium für Gesundheit, Arbeit und Sozialschutz               | Stela Grigoraș    | Unabhängig | 26. Juli 2017           | 21. Dezember 2017  |
| Ministerium für Gesundheit, Arbeit und Sozialschutz               | Ruxanda Glavan    | DPM        | 30. Juli 2015           | 25. Juli 2017      |
| Mitglied ex-officio                                               |                   |            |                         |                    |
| Gouverneur (Bașcan) vom Autonomen Administrativem Gebiet Găgăuzia | Irina Vlah        | Unabhängig | 15. April 2015          |                    |

## Ergebnisse
Das Programm "Prima Casă" „First Home“
Im November 2017 ist das Programm „Prima Casă“ gestartet. Ziel des Programms ist es, den Zugang von Privatpersonen zum Erwerb einer Wohnung zu erleichtern, indem teilweise gesicherte Bankdarlehen, insbesondere für junge Familien, abgeschlossen werden. Das Programm ist im März 2018 offiziell gestartet. Analysten haben zuvor erklärt, dass das Programm den Eigentümern von Bauunternehmen zugutekommt und somit mehr Kunden garantieren wird. Der Finanzminister lehnte es ab, diese Annahmen zu kommentieren. Bisher haben bereits rund 202 Personen Gutschriften für den Kauf von Eigenheimen im Rahmen des „First Home“/„Prima Casa“-Programms erhalten.
Im Mai 2018 ist das Programm „Prima Casa 2“ gestartet, ausschließlich für Beamte, die wenigstens ein Jahr in einer öffentlichen Einrichtung gearbeitet haben. Circa 5000 Beamte könnten so einen Vertrag in diesem Jahr abschließen, weil der Staat ca. 20 Millionen Lei dafür investieren wird. Ziel des Programms ist junge Leute zu motivieren in einer öffentlichen Einrichtung tätig zu werden.
Später im Juli 2018 erweitert sich das Programm „Prima Casă“ um zugänglicher für Familien mit mehreren Kindern zu werden. Das "Prima Casa 3"-Projekt bedeutet eine schrittweise Verrechnung des Hypothekendarlehens aus dem Staatshaushalt von 10 bis 100 %, abhängig von der Anzahl de Kinderzahl in der Familie.
Das Programm „Drumuri bune pentru Moldova“ „Gute Straßen für Moldau“
2018 wird die Regierung den Bau und die Sanierung von 1200 Kilometer Straße, im Rahmen des zusätzlichen Regierungsprogramm „Drumuri bune pentru Moldova“ sichern, unabhängig von der örtlichen Verwaltungspartei. Die Regierung hat das Programmbudget von „Drumuri bune pentru Moldova“ genehmigt und 972 Millionen Lei wurden dafür zur Verfügung gestellt. Die Reparaturarbeiten werden in 1200 moldauische Dörfer organisiert. Das Ministerium für Wirtschaft und Infrastruktur hat die online Karte des Projektes „Drumuri bune pentru Moldova“ veröffentlicht. Die Karte besteht aus aktuellen Informationen über jede Gemeinde: Arbeitsvolumen, Implementierungsphase, Länge der sanierten Strecke, Investitionsvolumen etc. Die online Karte kann unter www.drumuribune.md angesehen werden.
Regierungsreform
Am 26. Juli 2017 hat die Regierung der Republik Moldau eine neue Phase angefangen, nach einer Abstimmung des Parlaments über die neue Struktur der Exekutive am 21. Juli 2017. Nach den Kompetenzübertragungen gab es somit 9 Ministerien von den ehemaligen 16. Die Regierungsreform hat zu viel Kritik an dem Prozess der Entwicklung und Umsetzung dieser Initiative geführt. Die Liste der aufgeführten Ministerien ergibt sich aus der Namensänderung und der Übernahme einiger Tätigkeitsbereiche wie folgt:
- Das Wirtschaftsministerium hat die Tätigkeitsbereiche vom Ministerium für Verkehr und Straßeninfrastruktur und vom Ministerium für Informationstechnologie und Kommunikation sowie den Bausektor vom Ministerium für regionale Entwicklung und Bauwesen übernommen und der Name wurde in „Ministerium für Wirtschaft und Infrastruktur“ geändert.
- Das Ministerium für Kultur übernahm die Tätigkeitsbereiche des Bildungsministeriums, des Ministeriums für Jugend und Sport und das Forschungsfeld von der Akademie der Wissenschaften der Republik Moldau. Die Namensänderung erfolgte im „Ministerium für Bildung, Kultur und Forschung“;
- Das Ministerium für Arbeit, Sozialschutz und Familie übernahm die Tätigkeitsbereiche des Gesundheitsministeriums, mit der Umbenennung in „Ministerium für Gesundheit, Arbeit und Sozialschutz“.
- Das Ministerium für regionale Entwicklung und Bauwesen hat die Tätigkeitsbereiche vom Ministerium für Landwirtschaft und Lebensmittelindustrie und vom Umweltministerium übernommen, mit der Umbenennung in Ministerium für Landwirtschaft, Regionalentwicklung und Umwelt.[45][46]

In der Regierungssitzung vom 30. August 2017 wurden die Regulierungen für die Organisation und das Funktionieren der neuen Ministerien, das Organigramm, die Struktur des Zentralorgans, die Zuständigkeitsbereiche und das Limitpersonal genehmigt. Aus der Unterordnung der Ministerien wurden alle staatlichen Unternehmen rausgenommen, damit die Minister sich auf die Politik stärker konzentrieren. Die Unternehmen gehören der Agentur für öffentliches Besitz, die der Regierung untergeordnet ist.
Der Park für Informationstechnologie „Moldova IT park“
Am ersten Januar 2017 ist das Gesetz Nr. 77 über die IT-Parks in Kraft getreten. Am 26. Oktober 2017, 15 Unternehmen, Mitglieder des Vereins für Informationstechnologie haben eine Anforderung über die Entstehung von „Moldova IT Park“ an das Ministerium für Wirtschaft und Infrastruktur der Republik Moldau geschickt. Später, am 20. Dezember 2017, hat die Regierung die Regelung über die Organisierung und das Funktionieren der Parkverwaltung und die Regelung über die Residentenanmeldung genehmigt.
Am ersten Januar 2018 wurde der erste IT Park der Republik Moldau – „Moldova IT park“ geschaffen, gegründet auf einer Dauer von 10 Jahren. Es ist für diese Zeit geplant, dass ca. 400 IT-Unternehmen aus der Republik Moldau als Residenten registriert werden. Der Hauptzweck der neuen Struktur besteht darin, eine Organisationsplattform mit einer Reihe innovativer Mechanismen und Einrichtungen bereitzustellen, um das Wachstum der Informationstechnologie-Industrie anzukurbeln, neue Arbeitsplätze zu schaffen und lokale und ausländische Investitionen anzuziehen. Der Administrator/Verwalter wird von der Regierung für eine Amtszeit von fünf Jahren ernannt.
In den ersten vier Monaten nach dem Start des "Moldova IT Park" wurden 164 Residenten registriert. Unter den steuerlichen Anreizen, die den Residenten von IT-Parks gewährt werden, gilt die Einzelsteuer in Höhe von 7 % der Verkaufserlöse und die Beseitigung bürokratischer Hindernisse für die derzeitigen und potenziellen Residenten.
Die Vorteile des IT-Geschäftsbereiches in der Republik Moldau wurden in Iași, Rumänien, beim regionalen Forum PinAwards vorgestellt. Im Rahmen der Veranstaltung, wurde die Republik Moldau als attraktiver Ziel für IT – Unternehmen dargestellt, dank den Vorteilen des Gesetzes über die IT-Parks.
Die Einführung des 112-Dienstes
”112” ist die einheitige Nummer für Notrufe, die aktiv in allen Mitgliedstaaten der Europäischen Union funktioniert. Es arbeitet ununterbrochen und kann von jedem Bürger auf Festnetz und Mobiltelefon kostenlos angerufen werden. Das „Projekt des 112-Dienstes“ wurde im Mai 2012 angefangen. Das neue System automatisiert alle Prozesse mit einer modernen Software. Die Republik Moldau ist das zweite Land, das dieses moderne Softsystem anwendet. Der 112-Dienst hat die Aufgabe, komplexere Fälle für schnelle Eingriffe abzuwickeln. Am 29. März 2018 wurde der einheitliche nationale Notruf 112 gestartet. Die Regierung billigte die Interaktionsregeln zwischen dem Nationalen Notdienst 112 und allen anderen Notdiensten, um ein sofortiges Eingreifen der Rettungskräfte zu gewährleisten. Die Verordnung sieht eine klare Abgrenzung der Pflichten der Notrufdienste 112, des Rettungsdienstes, der Allgemeinen Polizeiinspektion und der Allgemeinen Notfallinspektion vor. Zu den grundlegenden Fähigkeiten des 112-Dienstes gehören der Empfang, die Verwaltung und die Bearbeitung von Notrufen in der gesamten Republik Moldau, das Ausfüllen von Notrufaufzeichnungen sowie die Zentralisierung, Speicherung und der Zugriff auf verwaltete Daten im Rahmen des 112 automatischem Informationssystem.